# 加藤明
加藤 明（かとう あきら、1933年1月3日 - 1982年3月20日）は、日本のバレーボール選手、バレーボール全日本選手、バレーボールペルー女子代表監督。
無名であったペルーのバレーボールチームを世界のトップレベルまで引き上げて、わずか3年で1968年のメキシコ五輪ではチームを4位入賞へと導いた。

## 来歴
神奈川県小田原市出身。慶應義塾大学法学部在学時からバレーボールの選手として活躍する。1955年に八幡製鉄に入社し、1960年に主将を務めた。1960年世界選手権に出場した後、現役を引退した。
1961年、加藤の大学の先輩で母校の監督をしていた松平康隆から加藤に「後任として監督をしないか」という誘いがあり、加藤はこれを引き受けた。1964年に慶應義塾大学を全日本大学選手権で優勝に導いた。
1965年、松平を通じてペルーから監督の依頼が来てこれを引き受ける。日本式の猛練習に対し反発があったものの選手を鍛え上げ、1967年女子世界選手権、ペルーの監督として出場した。結果、加藤の率いるペルーは出場国中最下位であったが翌年の1968年メキシコ五輪では4位入賞を果たした。
その後、ブラジル・西ドイツ・チリでの指導を経て1973年にペルーに戻り、1974年世界選手権までペルー代表を指揮した。
1982年、ウイルス性肝炎を発病しリマ市内の病院で死去。49歳没。翌日のペルーの新聞では、『ペルーは泣いている』『ペルー人といってもいい日本人』などの大見出しをつけて加藤の死が報じられ、加藤の葬儀には5万人のペルー国民が参列し、当時の大統領のフェルナンド・ベラウンデが弔辞を寄せた。
加藤の死から半年後にペルーで開催された1982年女子世界選手権では、第2次ラウンドで日本代表を初めて破り、準優勝に輝いた。日本に勝利した時にはコートに大量の花吹雪が舞った。
リマには加藤の記念碑が建てられ、名前を冠した「アキラ・カトウ小・中学校」が設立されている。
加藤の墓は歴代の大統領と並んで立てられており、命日には参拝者が加藤が生前選手たちに教えていた『上を向いて歩こう』を歌っている。